# Gorgoniapolynoe cairnsi
Gorgoniapolynoe cairnsi är en ringmaskart som beskrevs av Pettibone 1991. Gorgoniapolynoe cairnsi ingår i släktet Gorgoniapolynoe och familjen Polynoidae. Inga underarter finns listade i Catalogue of Life.